# Molophilus berberus
Molophilus berberus är en tvåvingeart som beskrevs av Günther Theischinger 1994. Molophilus berberus ingår i släktet Molophilus och familjen småharkrankar. Inga underarter finns listade i Catalogue of Life.